# Emiliano Romero (director de cine)
Emiliano Romero (Buenos Aires, 7 de septiembre de 1979) es un director de cine argentino, conocido por su enfoque independiente y su compromiso con la exhibición alternativa. Ha dirigido dos largometrajes, más de 100 cortometrajes y más de 200 piezas audiovisuales de música, danza y teatro. 

## Biografía
Romero se graduó en 2003 de la Universidad del Cine (FUC) en Buenos Aires.  Desde entonces, ha desarrollado una carrera multifacética como director, productor, guionista, montajista y camarógrafo. Es fundador de la Academia Argentina de Actuación para Cine y del circuito de exhibición alternativa "No solo en cines". 

## Carrera
En 2012, dirigió su primer largometraje de ficción, Topos, que recibió el premio a Mejor Película en el Festival de la Ciudad de Nueva York y Mejor Película Iberoamericana en el Fantaspoa 2012.  Su segundo largometraje, Sarah, es un documental sobre la titiritera argentina Sarah Bianchi. 
Romero ha participado en más de 150 festivales internacionales y ha ganado 69 premios, incluyendo una mención especial del jurado joven en Clermont-Ferrand 2003 y fue finalista en la selección para los Premios Óscar de la Academia de Hollywood en 2003. 

## Filmografía destacada
- Topos (2012) – Largometraje de ficción
- Sarah (2015) – Documental
- La Oruga (2022) – Serie web, productor [1]

## Premios y reconocimientos
- Mejor Película – Festival de la Ciudad de Nueva York
- Mejor Película Iberoamericana – Fantaspoa 2012
- Mención especial del jurado joven – Clermont-Ferrand 2003
- Finalista en la selección para los Premios Óscar – Academia de Hollywood 2003 [2]